# اتا جیمز
جیمزتا هاکینز (به انگلیسی: Jamesetta Hawkins) (زادهٔ ۲۵ ژانویه ۱۹۳۸ در لس آنجلس - درگذشته ۲۰ ژانویه ۲۰۱۲)، معروف به اتا جیمز (به انگلیسی: Etta James) خوانندهٔ آمریکایی در سبک بلوز، سول، ریتم و بلوز بود. فعّالیت او از ۱۹۵۴ شروع شد. از مشهورترین ترانه‌های او سرانجام (۱۹۶۰) و ترجیح می‌دهم کور شوم (۱۹۶۸) بودند. او در زندگی با مشکلاتی همچون اعتیاد به هروئین، آزار شدید جسمی و زندان روبرو شد تا این که در اواخر دههٔ ۱۹۸۰ دوباره به دنیای موسیقی بازگشت.
جیمز برندهٔ ۶ جایزهٔ گرمی، ۱۷ جایزهٔ موسیقی بلوز بود. او عضو تالار مشاهیر راک اند رول، تالار مشاهیر گرمی و تالار مشاهیر بلوز به ترتیب در سال‌های ۱۹۹۳، ۱۹۹۹ و ۲۰۰۱ شد. رولینگ استون، او را در فهرست بهترین خوانندگان در رتبهٔ ۲۲ و در فهرست برتین هنرمندان در رتبهٔ ۶۲ قرار داد.

## تأثیر
جیمز یکی از تأثیرگذارترین خواننده‌های زن دنیا بود. خوانندگانی همچون برندی نروود، بانی ریت، شمکیا کاپلند، هیلی ویلیامز از گروه پارامور، جنیس جاپلین، بیانسه، کریستینا آگیلرا، دایانا راس و هنرمندان بریتانیایی همچون رولینگ استونز، پالوما فیت، امی واینهاوس، جاس استون، ریتا اورا و ادل و همچنین بسیاری دیگر در خوانندگی از او تأثیر پذیرفته‌اند.

## درگذشت

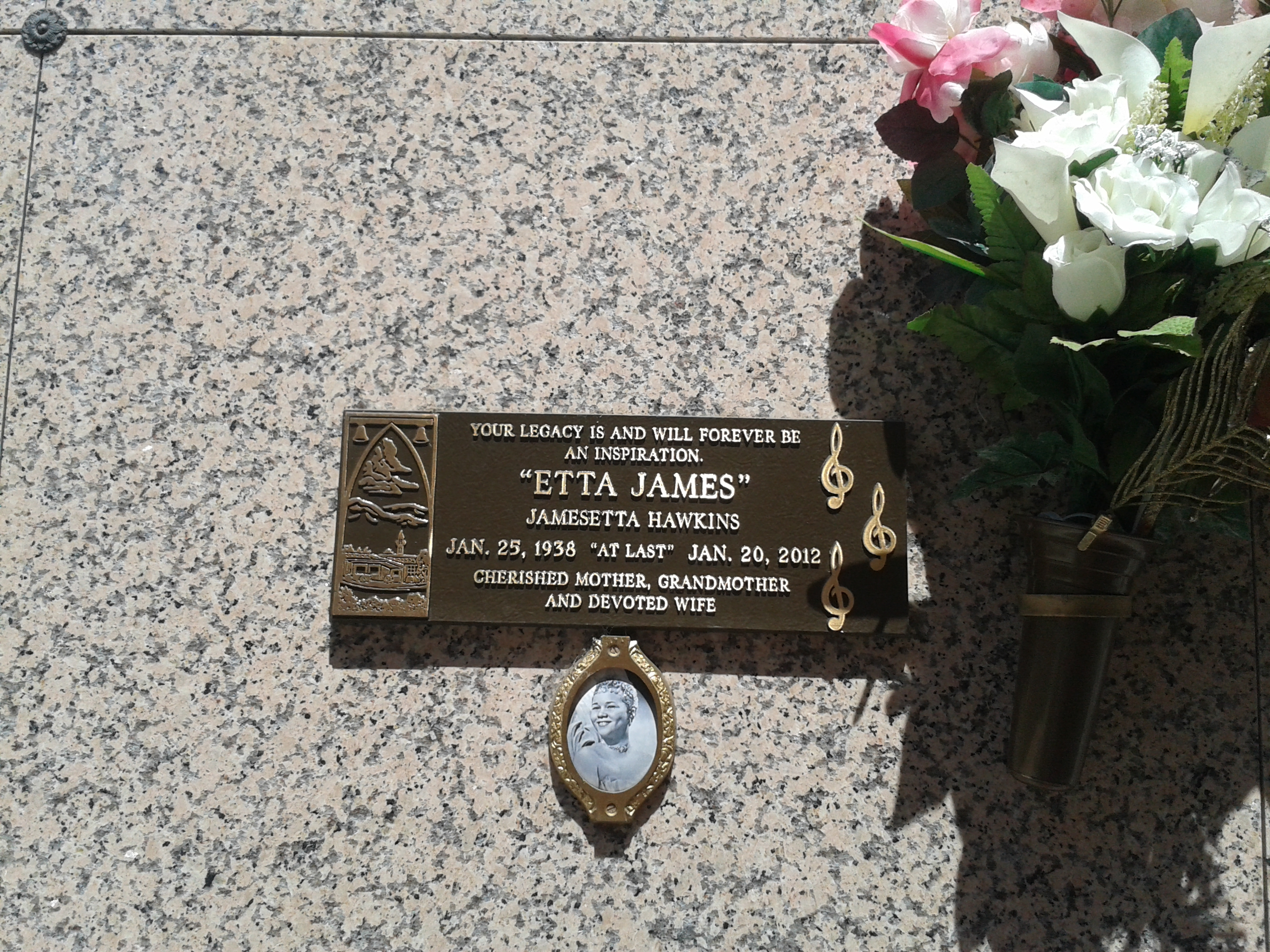
سنگ قبر اتا جیمز

در سال ۲۰۰۹، به گفتهٔ پسرش مبتلا به بیماری آلزایمر شد. در بیستم ژانویه ۲۰۱۲ بر اثر سرطان خون در گذشت. ال شارپتون مراسم ختم او را در گاردنا، کالیفرنیا برگزار کرد. هشت روز بعد استیوی واندر، بیانسه و کریستینا آگیلرا به یاد او برای ادای احترام اجرا کردند. او در قبرستان پارک اینگلوود دفن شد.